# Байкенже
Байкенже́ (каз. Байкенже) — село у складі Жанакорганського району Кизилординської області Казахстану. Адміністративний центр Байкенженського сільського округу.
Населення — 1145 осіб (2021; 763 у 2009, 1003 у 1999, 1094 у 1989).